# The Labyrinth
The Labyrinth (em português: "O Labirinto") foi a primeira turnê da cantora inglesa Leona Lewis, com o objetivo de promover seus dois álbuns Spirit e Echo.
Até o momento, sabe-se que Leona realizará apresentações no Reino Unido, na Irlanda e América do Norte, onde abrirá os shows da turnê de Christina Aguilera.

## Sobre o Show
A turnê foi anunciada em 12 de Novembro de 2009, quando foram convirmados uma série de apresentações no Reino Unido e na Irlanda. Leona esperou até o lançamento do segundo álbum para o lançamento de sua turnê, pois, segundo ela: "queria esperar para  ter material suficiente para realizar um grande show. Eu quero surpreender as pessoas.". Além disso, ela revelou que o nome da turnê vem de seu filme favorito, Labirinto: A Magia do Tempo, e revela: "Eu tenho me inspirado muito no filme para montar as máscaras e fantasias. Há momentos, em que posso aparecer de pé, cantando em meio a névoa, mas, eu vou surpreender as pessoas com muitas coreografias e danças.". Além das datas, sabe-se que a turnê terá uma duração de 14 meses e, cada apresentação, terá uma duração de 2:00 h.
Sob a orientação do coreógrafo Travis Payne e direção artística de William Baker, conhecido por trabalhar com Kylie Minogue e sua gravadora, Leona promete trazer "dançarinos, lasers, hologramas e arte de iluminação" e disse que o dinheiro não é objetivo dessa turnê. A estilista Vivienne Westwood está criando de 10 à 12 equipamentos para Leona Lewis usar durante a turnê. Foram adicionados novas apresentações em Glasgow, Birmingham, Manchester e Londres, devido a procura por ingressos, que se esgotaram em poucos minutos.
Só a partir do dia 29 de Abril de 2010 foi anunciado, através do site oficial da cantora, que a turnê se chamaria The Labyrinth. Em 10 de Maio, foi noticiado que a cantora abriria os shows da nova turnê de Christina Aguilera, Bionic Tour, na América do Norte. Entretanto, no dia 25 de Maio de 2010, foi anunciado que a turnê de Christina Aguilera foi adiada para 2011, devido ao produção de um filme e do lançamento do álbum, os planos de uma turnê de Leona Lewis na América do Norte são desconhecidos.

### Gravação
O jornal Daily Mail informou que o show foi filmado em 18 de Junho, em Londres, para ser lançado como DVD.

## Crítica
| Críticas profissionais | Críticas profissionais |
| Avaliações da crítica  | Avaliações da crítica  |
| Fonte                  | Avaliação              |
| ---------------------- | ---------------------- |
| The Times              | [ 7 ]                  |
| The Star               | Positivo               |
| The Daily Telegraph    | [ 9 ]                  |

Após a apresentação no Sheffield, Peter Paphides do The Times deu um total de três estrelas à turnê, dizendo: "Com um show ao vivo, aparentemente inspirado pela fantasia de Jim Henson, Labyrinth, com as batidas de "Brave", faz com que Leona ande através de um bando de homens semi-nus com chifres, mas, o véu negro e um pouco incomodo e, nos faz lembrar um constrangedor comercial de Scottish Widows. A turnê não é necessariamente o que os fãs de Leona Lewis esperavam, existe muita teatralidade e esperava-se que não aparecesse assuntos, temas, ou danças sexualmente insinuativas, visto, dessa maneira geralmente em shows de artistas como os de Rihanna e Lady Gaga... Contudo, a turnê ainda nos mostra uma cena de conto de fadas, ao som de uma versão acústica da música de Justin Timberlake, "Cry Me a River". Ela cantou seu maior hit, "Bleeding Love", em uma roupa estranha que parecia ter sido inspirada em um "Big Purple One", fabricado pela Quality Street".
Sarah Crabtree, do The Star disse: "Em meio a um conto de fadas na floresta, conjunto de fatores inspirados no filme favorito de Leona, O Labirinto, exibe o talento impressionante que a levou ao estrelato, há quatro anos atrás. Sua voz incrível - quando interpretada no centro do palco, poderoso, emotivo, e às vezes assustadora, faz com que perdamos o fôlego. Sheffield foi a primeira noite de 18 datas em sua primeira turnê e, seria impossível, esconder o nervosismo que ela mostrou, olhando para todos os lados, a Beyoncé britânica, em um apertado vestido preto, botas até os joelhos e casaco com um capuz, ou debaixo de uma ruína gotíca girando em névoa, mostra-nos que sua potencial vocal sempre foi um canal de transmissão de emoções e, ela fez exatamente isso.". Crabtree, ainda comenta que no final do show, antes de cantar "Bleeding Love", Leona disse: "Esta é a minha primeira turnê, minha primeira noite e eu estou muito feliz por ter compartilhado isso com vocês. Isto é um sonho pra mim".

### Resposta às Críticas
Em resposta à crítica de Peter Paphides do The Times, que disse sobre a falta de sexualização das canções, turnês e coreografias, Leona disse que não precisa usar desse artifício: "Eu nunca senti a pressão de sexualizar minha carreira. Eu estou muito animada com essa turnê. Lady GaGa e Rihanna  fazem tudo de forma sexy muito bem, mas isso não sou eu", disse Leona.

## Aberturas
- Gabriella Cilmi (Reino Unido)

## Set-list
Europa
1. Intro
2. "Brave"
3. "Don't Let Me Down"
4. "Better in Time"
5. "Whatever It Takes"
6. "Take a Bow"

Video Interlude
1. "Ride a White Swan" (Versão cover de T. Rex)
2. "I See You"
3. "Can't Breathe"
4. "Forgive Me"
5. "Happy"

Video Interlude
1. "Could It Be Magic" (cover de Barry Manilow)
2. "I Got You"
3. "Cry Me a River" (Versão cover de Justin Timberlake)
4. "The First Time Ever I Saw Your Face"
5. "Homeless"

Video Interlude
1. "They Don't Care About Us" (cover de Michael Jackson)
2. "Otta My Head"
3. "Sweet Dreams (Are Made Of This)" (cover de Eurythmics)
4. "Run"
5. "Bleeding Love"

## Datas da Turnê
| Data                  | Cidade     | País                                      | Local                       |
| --------------------- | ---------- | ----------------------------------------- | --------------------------- |
| Reino Unido e Irlanda |            |                                           |                             |
| 2 de Junho de 2010    | Nottingham | Trent FM Arena                            |                             |
| 4 de Junho de 2010    | Manchester | Manchester Evening News Arena             |                             |
| 6 de Junho de 2010    | Manchester | Manchester Evening News Arena             |                             |
| 8 de Junho de 2010    | Birmingham | LG Arena                                  |                             |
| 10 de Junho de 2010   | Birmingham | LG Arena                                  |                             |
| 12 de Junho de 2010   | London     | The O2 Arena                              |                             |
| 14 de Junho de 2010   | London     | The O2 Arena                              |                             |
| 16 de Junho de 2010   | London     | The O2 Arena                              |                             |
| 18 de Junho de 2010   | London     | The O2 Arena                              |                             |
| 20 de Junho de 2010   | Glasgow    | Scottish Exhibition and Conference Centre |                             |
| 22 de Junho de 2010   | Glasgow    | Scottish Exhibition and Conference Centre |                             |
| 24 de Junho de 2010   | Newcastle  | Metro Radio Arena                         |                             |
| 27 de Junho de 2010   | Dublin     | Irlanda                                   | The O2                      |
| 29 de Junho de 2010   |            | Irlanda                                   | The O2                      |
| 1 de Julho de 2010    | Belfast    | Reino Unido                               | Odyssey Arena               |
| 3 de Julho de 2010    | Belfast    | Reino Unido                               | Odyssey Arena               |
| 5 de Julho de 2010    | Cardiff    | Reino Unido                               | Cardiff International Arena |
| 6 de Julho de 2010    | Cardiff    | Reino Unido                               | Cardiff International Arena |

## Dados da Turnê
Segundo os organizadores e promotores da turnê de Leona Lewis (SJM Concerts, CAA and Modest! Management), as seguintes datas da turnê estão esgotadas:
| Cidade     | Local                         | Ingressos Vendidos/Disponíveis |
| ---------- | ----------------------------- | ------------------------------ |
| Liverpool  | Echo Arena                    | 11,000 / 11,000 (100%)         |
| Manchester | Manchester Evening News Arena | 20,000 / 20,000 (100%)         |
| Birmingham | LG Arena                      | 13,000 / 13,000 (100%)         |
| Londres    | The O2 Arena                  | 115,000 / 115,000 (100%)       |
| Londres    | The O2 Arena                  | 115,000 / 115,000 (100%)       |
| Londres    | The O2 Arena                  | 115,000 / 115,000 (100%)       |
| Londres    | The O2 Arena                  | 115,000 / 115,000 (100%)       |
| Londres    | The O2 Arena                  | 115,000 / 115,000 (100%)       |
| Glasgow    | SECC                          | 12,500 / 12,500 (100%)         |
| Dublin     | The O2                        | 30,500 / 30,500 (100%)         |
| Dublin     | The O2                        | 30,500 / 30,500 (100%)         |

## Ficha técnica
| Vocais - Leona Lewis (Vocal principal) - Adetoun Anibi (Vocal de apoio) - Zalika King (Vocal de apoio) Direção - Administrativa - William Baker (Diretor) - Emma Bull (Assistente de direção) - Nicola Carson (Administração - Modest!) - Richard Griffiths (Administração - Modest!) - Harry Magee (Administração - Modest!) - Steve Martin (Gerente da turnê) - Steve Levit (Produção) - David Zedeck (Agente) - Artística - Dreya Webber (Diretora trapezista e Coreógrafa) - Jermaine Browne (Coreógrafo) - Rachel Kay (Assistente) - Musical - Paul Beard Artistas - Banda - Graham Kearns (Guitarra) - Luke Potashnick (Guitarra) - Chris Brown (Baixo elétrico) - Carlos Hurcules (Bateria) | - Dançarinos - Jerry Reeve (Capitão) - Dennish Jauch - Jamie Karitzis - Jay Revell - Manew Sauls-Addison - Kate Collins - Briony Albert - Trapezistas - Alexandra Apjarova - Shannon Beach - Sal Vallasso - Davide Zongoli Técnica - Alan MacDonald (Estagiario) - Nicoline Refsing (Designer) - Nick Whitehouse (Designer de iluminação) - Baz Halpin (Designer de iluminação) - Graham Feast (Diretor de iluminação) - Paul Higgins (Chefe de segurança) - Ben Cooke (Hair stylist) - Jane Bradley (Maquiador) - Allison Edmond (Estilista) - Stevie Stewart (Estilista chefe e figurinista) - Kate Jinkerson (Assistente de estilista) - Marco Morante (Fabricante de roupas de Leona Lewis) - Alice Martin (Assistente de turnê) |